# Berend Roorda
Berend Roorda (10 februari 1987) is een Friese jurist, docent en judoka. Hij komt uit in de gewichtsklasse -100 kg.

## Docent rechten
Roorda studeerde rechten aan de Rijksuniversiteit Groningen. Tijdens zijn bachelor was hij student-assistent bij de vakgroep Bestuursrecht. Hij behaalde zowel met zijn studie als met sport zeer hoge resultaten en kreeg daarvoor in 2011 de GUF-100 prijs van de Faculteit Rechtsgeleerdheid. Datzelfde jaar rondde hij zijn  master Staats- en Bestuursrecht cum laude af. 

In februari 2012 kreeg Roorda een vierjarige aanstelling als docent en onderzoeker aan de vakgroep Algemene Rechtswetenschap van de RU Groningen. In die periode schreef hij ook zijn proefschrift. 

## Judo
Roorda is lid van de Groninger Studenten Judovereniging de Mattekloppers. Hij werd in 2010, 2011 en 2013 Nederlands kampioen en behaalde in 2012 in Madrid voor het eerst brons bij een wereldbekerwedstrijd. Naast zijn lidmaatschap bij Judovereniging de Mattekloppers was hij ook actief lid bij Navigators Studentenvereniging Groningen. 

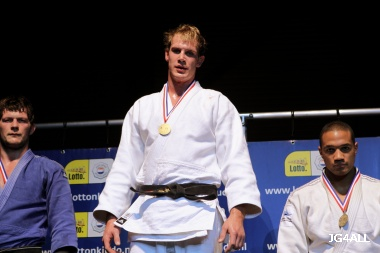
Goud in Rotterdam, 2010

### Erelijst
- 2006: Nederlands Team Kampioenschap (overgangsklasse)
- 2008: Holstein Open Neumünster
- 2010: Dutch University Championships, NK kwalificatietoernooi, Nederlands Kampioenschap -100 (goud in Rotterdam)
- 2011: Nederlands Kampioenschap -100 (goud), International Antwerp Open, Swiss Judo Open Genève, Soeverein Judo Xup Lommel
- 2012: Nederlands Kampioenschap -100 (zilver)
- 2013: Nederlands Kampioenschap -100 (goud)